# Жарко Дапчевић
Жарко Даапчевић „Даба“ (рођен 14. јула 1967. године у Приштини) је аутор неколико књига и велики навијач Кошаркашког клуба Црвене звезда. Теме његових књига су пре свега историјски подаци и приче о кошарци.

## Биографија
Жарко је познат пре свега као велики навијач Црвене звезде коју је заволео још као дете. Иако је пратио све спортове највећа опсесија му је кошарка те је и један од најпрепознатљивијих навијача КК Црвена звезда. Од доласка у Београд редован је гледалац и не само на домаћем већ и на гостујућим теренима. Из љубави према Црвеној звезди али и кошарци као спорту, проистекла је његова опсесија за скупљањем података и прича о Црвеној звезди али и о познатим кошаркашима који су обележили једно време како у некадашњој Југославији тако и сада у Србији. Један део тих података је оставио у Приштини али добар део је донео у Београд где је наставио са овим радом. Из те велике базе података и прича проистекле су његове књиге. Књиге је издавао личним ентузијазмом и уз помоћ других навијача и љубитеља кошарке који су могли да му помогну.

### Књиге
Жарко Дапчевић је аутор следећих књига:
- Под црвено белим обручима - монографија КК Црвена звезда[3]
- Српски Лери Бирд - биографија Бобана Јанковића
- Приче о Југословенској кошарци 1945-1991
- Златна левица - биографија Радивоја Кораћа[4]
- Црвено бела бајка - књига о најуспешнијој сезони у историји Црвене звезде

### Остало
Жарко Дапчевић је рођен у Приштини где је и живео до Бомбардовања СРЈ 1999. године. Од 2001. године живи у Београду. Ожењен је и има двоје деце.